# الدوري الجنوبي لكرة القدم 1935–36
الدوري الجنوبي لكرة القدم 1935–36 (بالإنجليزية: 1935–36 Southern Football League)‏ هو موسم من الدوري الجنوبي الممتاز. فاز فيه نادي مارغيت.